# 梁師都
梁 師都（りょう しと）は、隋末唐初に割拠した群雄の一人。

## 生涯
夏州朔方県の豪族の家に生まれた。隋に仕えて鷹揚府郎将となった。大業末年、辞任して帰郷し、数十人の人々と結んで隋に反抗し、朔方郡丞の唐世宗を殺し、郡に拠って大丞相を称し、北の突厥と同盟した。隋の張世隆の攻撃を撃退し、雕陰・弘化・延安を攻略した。梁国を建てて、皇帝を称し、永隆と元号を立てた。突厥の始畢可汗より大度毗伽可汗・解事天子の号を受け、突厥の兵を率いてオルドスの地に盤踞し、塩川郡を抜いた。
永隆3年（619年）、霊州を攻撃した。突厥の千騎とともに野猪嶺に野営していたところ、唐の延州総管段徳操が進軍してきた。段徳操の兵は寡兵で戦おうとしなかったので、師都の兵の士気はゆるんできた。段徳操は副総管の梁礼を向かわせて師都と戦わせ、戦いが長期化してきたころ、段徳操は自ら軽騎を率い、多くの旗幟をひるがえらせて攻撃すると、師都の軍は総崩れとなり、多くの死者を出した。しばらくして師都は五千の兵で侵入したが、段徳操はまた師都の軍を撃破した。
永隆4年（620年）、劉武周が唐に敗れた後、師都の部将の張挙・劉旻は唐に降った。師都は尚書の陸季覧を突厥の処羅可汗の元に送り、「隋が滅び、中国は四分五裂して、群小はみな争って突厥につきました。しかし今唐が劉武周を滅ぼし、国は強大化しています。師都は旦夕のうちにも滅び、次にはまた可汗にも及びましょう。可汗には北魏の孝文帝の故事のように、兵を南にお出しになり、師都を道案内とするようお願いします」と説かせた。処羅可汗はこれを聞き入れ、莫賀咄設を五原に入らせ、泥歩設と師都を延州に向かわせて、処羅可汗自身は太原を攻め、突利可汗と奚・霫・契丹・靺鞨には幽州道で合流させ、竇建徳には滏口から晋州・絳州で合流させることとした。しかしときに処羅可汗が亡くなり、突厥の兵は出されることなく、師都はまた段徳操に破れた。
永隆8年（624年）、師都の部将の賀遂・索周が十二州をもって唐に降った。段徳操が師都を攻めたて、東城を抜いたが、師都は西城を守って出戦しようとしなかった。突厥の頡利可汗に救援を求め、頡利可汗は一万の騎兵を率いて南下した。ときに、稽胡の劉仚成が師都についたが、師都は讒言を信じて彼を殺したので、その配下は恐れて多くが叛き去った。師都の勢力は日に日に逼塞し、ついに頡利可汗に臣従して、南方経略の方法を教唆したので、唐の北辺は連年突厥の侵入を受け、頡利可汗は渭橋にいたって太宗と対峙した。
のちに突厥の内部が分裂すると、太宗は使者を送って師都の帰順を促したが、師都は聞き入れなかった。唐の夏州長史の劉旻や司馬の劉蘭成が師都を攻撃した。師都の配下は離反し、糧道は絶たれて城中は飢えた。師都の部将の辛獠児・李正宝・馮端らが師都を捕らえて降ろうとしたが、失敗して、李正宝のみが単身唐に帰順した。
永隆12年（628年）、唐の柴紹・薛万均の軍が頡利可汗の援軍を撃破し、師都の城下に進軍すると、従弟（叔父の子）の梁洛仁が師都を斬って唐に降った。梁洛仁は右驍衛将軍に抜擢され、朔方郡公に封ぜられた。朔方郡は唐に編入されて夏州と改められた。

## 伝記資料
- 『旧唐書』巻五十六 列伝第六「梁師都伝」
- 『新唐書』巻八十七 列伝第十二「梁師都伝」